# Homer Simpson
Homer Jay Simpson (Homero Jay Simpson en Hispanoamérica, por su nombre original en España) es el protagonista de la serie de televisión de dibujos animados Los Simpson. Es el padre de la familia protagonista y uno de los personajes centrales más importantes de la serie. Fue creado por el dibujante Matt Groening e hizo su debut en televisión el 19 de abril de 1987, en el corto Good Night del programa El show de Tracey Ullman. Su segundo nombre es un juego de palabras; durante muchas temporadas no se supo qué había detrás de la J hasta que en el episodio "D'oh-in' in the Wind" descubre que su segundo nombre es Jay (nombre en inglés de la letra j); de este modo, cuando Homer pronuncia en inglés su propio nombre, no se distingue si da la letra inicial del segundo nombre o este al completo.
La voz original del personaje de Homer Simpson en inglés es de Dan Castellaneta. En España fue doblado hasta la undécima temporada por Carlos Revilla, a quien sustituyó Carlos Ysbert por el fallecimiento de Revilla. En Hispanoamérica fue doblado por Humberto Vélez hasta la decimoquinta temporada, reemplazado por Víctor Manuel Espinoza (más conocido como Otto Balbuena) hasta la trigésima segunda temporada, luego dejando el papel de interpretación de nuevo en manos de Humberto Vélez después de 17 años de ausencia. Castellaneta ha ganado tres premios Primetime Emmy como mejor actuación de voz y una mención especial en los Premios Annie por interpretar la voz de Homer Simpson.
Homer se ha convertido en uno de los personajes de ficción más influyentes y ha sido descrito por el periódico británico The Sunday Times como «la creación cómica más grande de los tiempos modernos».

## Rol enLos Simpson
Homer Simpson realiza las típicas funciones de cabeza de familia en las telecomedias: es quien trabaja y lleva el dinero al hogar. Representa el estereotipo del estadounidense medio que se limita a ir a la taberna con sus amigos, beber cerveza, ver la televisión y asistir a algún partido de béisbol. Es grosero, incompetente, torpe, vago y descuidado, aunque demuestra tener un gran corazón en muchos episodios.
Sus rasgos más comunes de personalidad son la estupidez, la pereza, el egoísmo y una ira explosiva. Su bajo nivel de inteligencia es descrito por el director David Silverman como «creativamente brillante en su estupidez». Su complexión física coincide con la de un hombre descuidado, derivada de su cultura gastronómica, siendo alguien que «se dedica a su estómago», pues tiene sobrepeso y roza el alcoholismo, además de sufrir narcolepsia. No tiene grandes ambiciones de futuro y acostumbra a relegar sus obligaciones familiares frente a sus intereses personales o a su creciente estupidez. Homer, además es el personaje que suele desencadenar la gran mayoría de las tramas y acontecimientos de los capítulos de la serie con sus intenciones o propósitos cada vez más maleables y variopintos.

## Biografía
Debido a que el diseño de los personajes de Los Simpson no varía y, por tanto, estos no envejecen, desarrollándose la serie como tal en el año en curso, las fechas de nacimientos dadas a lo largo de la serie no garantizan continuidad alguna, además de no ser consistentes cada vez que se mencionan. Por ello, es muy difícil fijar una fecha de nacimiento y una edad específica para Homer, como las muchas contradicciones que suelen presentar cada episodio. Incluso parece no haber consenso oficial entre los mismos productores y creadores de la serie. Aunque se ha dado pocas pistas acerca de su fecha de nacimiento: la primera es en un especial de Halloween, donde se revela que el signo zodiacal de Homer es Tauro. En el episodio 4 de la temporara 4 de Los Simpsons, lanzado en octubre de 1992, Homer menciona que tiene 36 años y en el episodio 16 de la temporada 4 de Los Simpsons, lanzado en febrero de 1993, se muestra la licencia de conducir de Homer, que dice que nació en 1956, por lo que, en la serie, Homer rondaría los 36 años.
Homer se crio en la granja de sus padres, Abraham y Mona Simpson hasta que su padre fue embargado por la leche agria que daban las vacas ya que Homero las asustó en 1963. A mediados de los años 60, mientras Homer tiene entre nueve y doce años de edad, Mona pasa a la clandestinidad para huir de la justicia al haber paralizado los negocios de Montgomery Burns. Por ese tiempo, Homer asiste a un campamento de verano donde conoce a su primer amor y la besa, descubriendo tiempo más tarde que fue la mismísima Marge Bouvier, su futura esposa.
Homer asistió a la Escuela Secundaria de Springfield y en 1974, su último año escolar, se enamora (por segunda vez) de Marge Bouvier. Este enamoramiento a primera vista lleva a Homer a intentar por todos los medios que ella se fije en él. Tras una estrategia que le sale mal al confesar su propósito a Marge, ella va al baile de fin de curso con Artie Ziff, pero tras propasarse con ella, Marge se da cuenta de que debió ir con Homer, empezando así su historia de amor.
Marge quedó embarazada de Bart una noche después de ver El Imperio contraataca y los dos se casan en una pequeña capilla para bodas al otro lado del estado. Para mantener a su esposa y al hijo que venía en camino, consigue un trabajo en la planta nuclear de Montgomery Burns como técnico supervisor (o supervisor técnico) y, más tarde, como inspector de seguridad cuando se convierte en el hito de la seguridad de Springfield en el capítulo «Homer's Odyssey». Cómo llegó Homer a trabajar en la central nuclear se convirtió en un chiste recurrente durante las primeras temporadas y las explicaciones dadas al respecto cambiaban de episodio en episodio.
Al cabo de dos años, Marge se queda embarazada de Lisa. La pareja se dio cuenta de que el piso en el que vivían era demasiado pequeño para una familia de cuatro, por lo que deciden comprar su primera casa, recibiendo el dinero necesario para la entrada del padre de Homer, Abraham Simpson, quien vendió su propia casa, con lo que Homer le recompensaría dejándole vivir con ellos, aunque al cabo de dos semanas le llevaría al Castillo del jubilado de Springfield. Al acabar de pagar sus deudas, Homer comienza a trabajar en la bolera del tío de Barney Gumble, ya que es su trabajo ideal. Poco después de comenzar su nuevo trabajo, Marge se queda embarazada de Maggie y, al no poder mantener a su familia, vuelve de nuevo a la planta nuclear.
Muchos años después y a instancias del Sr. Burns, Homer ingresa en la Universidad de Springfield, logrando graduarse al alterar sus notas por ordenador con ayuda de sus amigos universitarios. Su educación se ve reforzada en la Escuela de Payasos de Krusty, la Escuela de Guardaespaldas, la reserva de la Marina, el Instituto Lanley de Conducción de Monorraíl y cursos de Habilidades Familiares obligatorios tras la retirada de la custodia de sus hijos por el Estado. Al margen de todo esto, Homer ha realizado multitud de profesiones a lo largo de su vida, aparte de su empleo fijo como Inspector de Seguridad, con las que ha llegado a jugarse la vida y a ganarse multitud de enemigos.

### Vida cotidiana

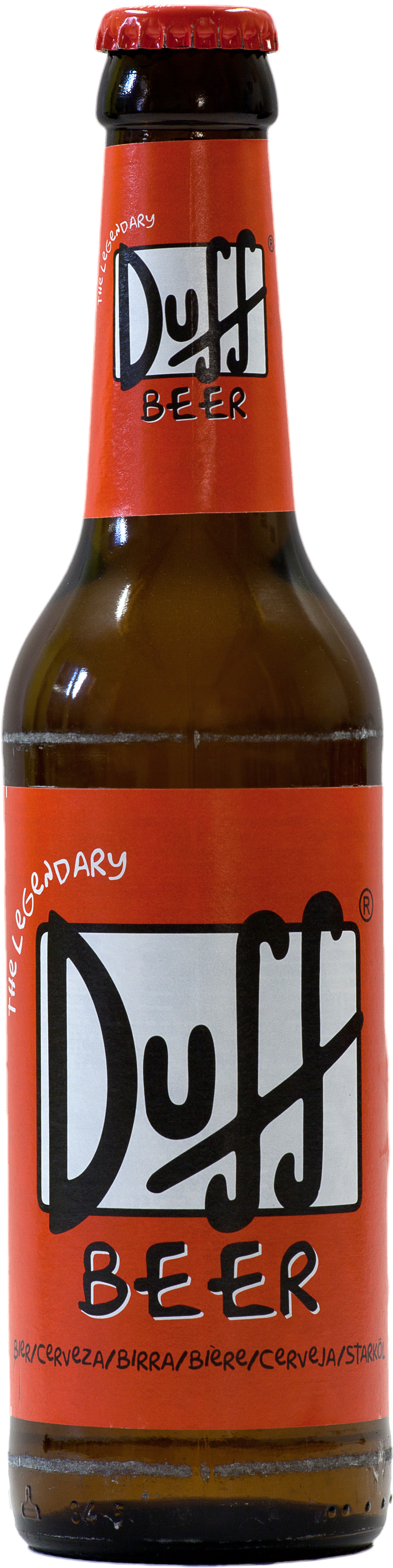
Botella de cerveza Duff, la marca preferida de Homer.

Homer trabaja de 9 de la mañana a 5 de la tarde en la planta de energía nuclear de Springfield, en el sector 7-G, como inspector de seguridad. En las temporadas más recientes se le ha retratado con más frecuencia intentando triunfar en otros empleos, por lo que últimamente su asistencia a su puesto en la central nuclear se ha convertido en un gag recurrente. El resto del día lo invierte o bien con sus amigos o bien con su familia. Pasa buena parte de sus ratos libres en la taberna de Moe con sus viejos amigos Barney Gumble, Carl Carlson, Lenny Leonard y el barman Moe Szyslak. Le encanta comer y suele pasar la mayoría de su tiempo sentado en el sofá, mirando algún programa de televisión y comiendo dónuts, snacks, productos derivados del cerdo y cervezas de la marca Duff. En casa no suele ayudar con las tareas domésticas ni prestar excesiva atención a sus hijos, aunque en contadas ocasiones, Homer realiza los trabajos más pesados de la casa, generalmente bricolaje y mantenimiento, pero suele dejarlos a medias o con resultados muy pobres. En cualquier caso, el matrimonio protagonista deja entrever que tiene una vida sexual plena y activa, especialmente por las noches y en las ocasiones que dejan sus hijos al cuidado de algún familiar o niñera para hacer algún viaje. La mayoría de los fines de semana acostumbra a hacer alguna actividad con toda la familia, algo que deciden a lo largo de la semana.
La salud de Homer es bastante precaria. En una ocasión llegó a subir de peso hasta alcanzar los 136 kg sólo para evitar ir al trabajo. Ha roto casi cada hueso de su cuerpo, ha sido blanco de disparos de bala y de cañón, víctima de ataques cardíacos y ha recibido cortes y heridas incontables. Homer es estéril debido a la exposición prolongada a materiales radiactivos en la Central Nuclear de Springfield. Además, tiene sólo un riñón, pues el otro fue trasplantado a su padre, Abraham Simpson.
Homer también sufre varios problemas congénitos, siendo el más obvio la alopecia masculina, pero también el gen de la estupidez masculina de los Simpson (el cual se contradice con otro episodio en el que se explica que su inteligencia ve reducida por quedarle incrustado un lápiz de color en el cerebro), un desagradable olor corporal que, con el tiempo, se alude menos veces, dedos anormalmente cortos y gruesos y el «trasero Simpson» que es genético. Homer también parece tener ligeros problemas de visión, requiriendo gafas para leer en algunas ocasiones.

## Personaje
Homer es el primer y único hijo legítimo de Abraham Simpson y de Mona J. Simpson. Está casado con Marjorie Bouvier y es el padre de Bart, Lisa y Maggie. Es el medio hermano de Herb Powell, cuya madre trabajaba en una feria y que tuvo un romance con Abraham mientras ella pasaba por Springfield. También es medio hermano de Abbie, la hija inglesa de Edwina, una mujer de quien Abraham se enamoró en Gran Bretaña durante la Segunda Guerra Mundial. Es el sobrino de Cyrus Simpson, hermano de Abraham Simpson, según un especial de Navidad, de Tyrone Simpson según el episodio «Atrápalos si puedes», así como de Chet Simpson según el episodio «Lisa the Simpson» y de Bill Simpson, según el episodio «Million Dollar Abie».
Homer tiene una escasa capacidad de concentración, además ser muy impulsivo, que complementa con su pasión efímera por varias aficiones y empresas; después tiene «cambios de opinión cuando las cosas van mal». Homer es propenso a las explosiones emocionales, muy envidioso de sus vecinos (la familia de Ned Flanders), y fácilmente se enfada con Bart, estrangulándolo con frecuencia. No muestra ningún remordimiento por ello y no trata de ocultar sus acciones a la gente de fuera de la familia, incluso hace caso omiso del bienestar de su hijo. Estos hechos se pueden atribuir a que Homer no se da cuenta de sus responsabilidades.
Aunque por naturaleza es un hombre sumamente perezoso, es capaz de hacer un esfuerzo enorme para lograr alguna cosa, especialmente para superar a su vecino o alguna figura famosa, aunque sólo durante períodos cortos de tiempo. Homer tiene un cociente intelectual (CI) de 55, muy por debajo de los 100 puntos de media, debido a la herencia del gen Simpson, su problema con el alcohol, la exposición a los residuos radiactivos y sus traumatismos craneales repetitivos. En el capítulo «HOMR» se despejó el motivo sobre su falta de intelecto y su exagerada estupidez: tiene alojado en el lóbulo frontal de su cerebro un crayón que él mismo se había metido por la nariz cuando era niño. A pesar de las payasadas irreflexivas que suele realizar que a menudo molestan a su familia, Homer también se ha revelado como un padre y marido sorprendentemente humanitario, aunque él mismo no se da cuenta de su vertiente más cariñosa. Cuando se trata de religión, Homer no parece tener una actitud coherente. Es protestante (de la rama occidental del presbiluteranismo estadounidense reformado), pero ha profesado otras religiones monoteístas, desde variantes del mismo cristianismo hasta una inventada por sí mismo, pasando por diferentes cultos organizados y sectas.
La estupidez de Homer y las numerosas inconsistencias que muestra a la hora de actuar se han justificado de diferentes maneras a lo largo de la serie. Su torpeza notable en comprender las cosas ha ido en aumento, como una manera de los guionistas de la serie de buscar actitudes graciosas dentro de una misma línea de caracterización del personaje. Incluso en las primeras temporadas, Homer pronunciaba algunas frases con cierta lucidez y contenido intelectual, pero estas intervenciones prácticamente se han sustituido por otras mucho más incoherentes y surrealistas. De todas maneras, se suele retratar a Homer debatiendo entre su vertiente más irracional, la que siempre vence, y la más ecuánime, representada por su zona craneal y que escapa a su comprensión. La representación de su cerebro se ha logrado en la serie mediante una voz superpuesta a la voluntad del personaje o con un raciocinio al margen de la caracterización de Homer como persona o con representaciones oníricas varias.
Homer mide 1,82 m y pesa unos 108 kg (según su licencia de conducir), aunque según otras fuentes mide 1,76 m (el promedio estadounidense), siempre tiene una barba corta por no afeitarse y es calvo, con dos pelos en lo alto de la cabeza y una ligera melena en la nuca dibujada como una línea en zigzag que va de oreja a oreja. La explicación de su avanzada calvicie, también ha sido usada como un chiste recurrente, que va variando según en el episodio en que se mencione. Habitualmente viste unos pantalones azules y una camisa de manga corta blanca y cuando va al trabajo suele llevar una corbata a rayas en dos tonalidades de rosa.

### Creación

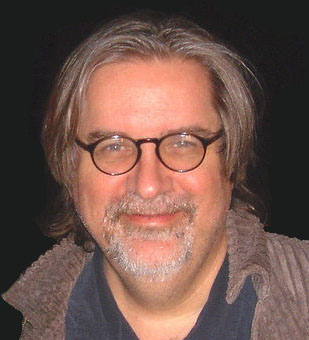
Matt Groening, creador de Homer Simpson y toda su familia.

James L. Brooks había hablado con Groening sobre crear una serie de cortometrajes de animación, que Groening iba a basar en su cómic Life in Hell. Al darse cuenta de que convertir Life in Hell en una animación supondría la rescisión de los derechos de publicación de la obra de su vida, escogió otro enfoque y creó su particular modelo de familia disfuncional, cuyos personajes eran homónimos respecto a los miembros de su propia familia. Homer Simpson recibe el mismo nombre que su padre, Homer Groening, pero poco más, como el comportamiento o la apariencia, se asemeja a él. Groening ideó al personaje de Homer y al resto de la familia Simpson en el vestíbulo de la oficina de Brooks.
Homer hizo su debut con el resto de la familia Simpson el 19 de abril de 1987, en el corto de El show de Tracey Ullman Good Night. Hasta la décima temporada, el segundo nombre de Homer fue un misterio y sólo se le conoció como Homer J. Simpson. En el episodio «D'oh-in' In the Wind» de dicha temporada, se descubrió que su segundo nombre es Jay (jota, en español). Fue un «homenaje» a los personajes Bullwinkle J. Moose y Rocket J. Squirrel de The Rocky and Bullwinkle Show, una animación que Matt Groening adoraba cuando era niño.
La familia entera fue diseñada de modo que ellos fueran reconocibles por su silueta. Las características del diseño del personaje de Homer generalmente no son usadas en otros personajes, por ejemplo, en las temporadas posteriores, ningún personaje además de Homer, Lenny y Krusty tienen una línea de barba similar. El pelo de la nuca de Homer y su oreja, formaban dos letras, una M y una G, que son las iniciales de Matt Groening, pero este decidió cambiarlas para no distraer al público. Groening todavía dibuja la oreja de Homer como 'una G' cuando realiza dibujos de Homer para sus admiradores. En algunos de los primeros episodios, el pelo de Homer era redondeado en lugar de puntiagudo porque a Wes Archer le parecía que debería parecer despeinado. El pelo de Homer es ahora constantemente puntiagudo. Durante las tres primeras temporadas, el diseño de Homer para algunos primeros planos incluyeron unas pequeñas líneas que pretendían ser cejas pero a Matt Groening le disgustaba enormemente y finalmente fueron desechadas.

### Desarrollo
El comportamiento del personaje de Homer ha cambiado varias veces a lo largo de la serie. En las primeras temporadas, a este personaje le preocupaba que a su familia les pareciera malo y fue presentado como dulce y sincero. Más tarde fue evolucionando de modo que a él no le preocupa como era percibido por los demás y se fue convirtiendo en más grosero y mentiroso. Los admiradores han denominado algunas de las encarnaciones posteriores del personaje «Jerkass Homer». Al editar Los Simpson: la película, varias escenas fueron cambiadas o atenuadas para hacer más comprensivo a Homer.
El personaje de Homer también se ha convertido en más tonto a lo largo de los años. Los guionistas lo explican como algo que no fue hecho intencionadamente, sino simplemente que sucedió debido a la necesidad de enlazar chistes anteriores o explorar nuevos horizontes humorísticos dentro de una misma línea de caracterización.

### Voz y doblaje

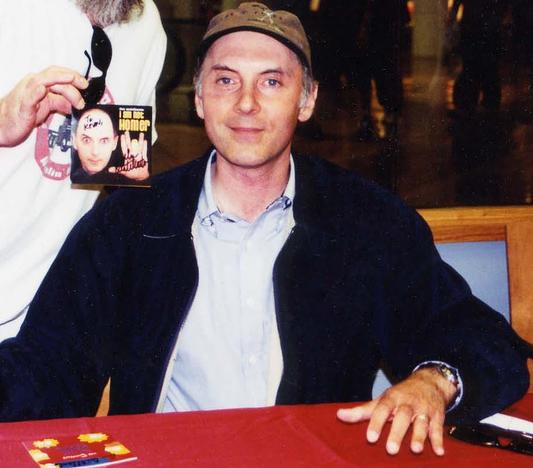
Para interpretar la voz de Homer, Dan Castellaneta baja la barbilla hasta el pecho y, como él dice, «deja marchar su cociente intelectual».

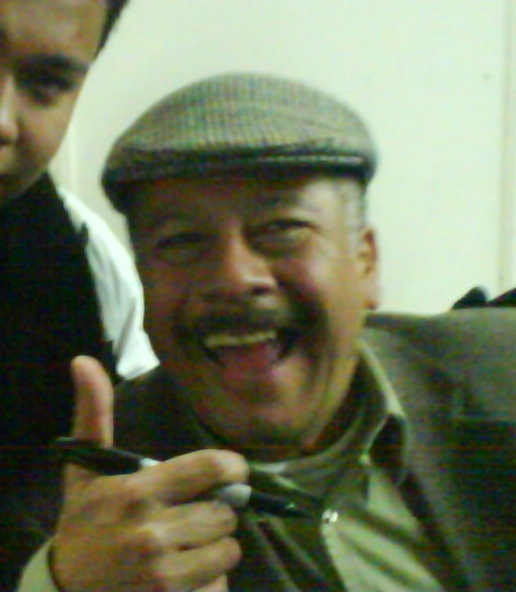
Humberto Vélez, actor de voz de las 15 primeras temporadas de la serie en Hispanoamérica.

La voz de Homer es interpretada por Dan Castellaneta en la versión original, quien también pone su voz para otros personajes, incluyendo al padre de Homer. Castellaneta había sido parte del elenco regular de El show de Tracey Ullman y había hecho algún trabajo como doblador en Chicago junto a su esposa Deb Lacusta. Eran necesarias varias voces para los cortos, por lo cual los productores decidieron pedir a Castellaneta y a su compañera de reparto, Julie Kavner que dejaran sus voces a Homer y Marge en lugar de contratar otros actores.
La voz de Homer parece diferente en los cortos y los primeros episodios. Su voz comenzó como una leve imitación de Walter Matthau, pero Castellaneta no podía «conseguir suficiente fuerza con aquella voz» y no podía resistir la imitación de Matthau en las sesiones de grabación de 9-10 horas de duración y tuvo que buscar algo más fácil. Castellaneta «agravó su voz» y creó una voz más robusta y cómica durante la segunda y tercera temporada del programa de media hora, permitiendo a Homer cubrir una amplia gama de emociones.
Para interpretar la voz de Homer, Castellaneta baja la barbilla hasta el pecho y, como él dice, «deja marchar su cociente intelectual». En este estado, ha improvisado varios de los comentarios estúpidos de Homer como cuando en el episodio «Homer Goes to College» dice «I am so smart! I am so smart! s-m-r-t! I am so smart!» que fue un error real cometido por Castellaneta.
Hasta 1998, Castellaneta cobraba 30 000 dólares por episodio y, después de una renegociación de contrato, llegó a cobrar 125 000 dólares por episodio hasta 2004. En 2004, los actores de voz exigieron que ellos debían cobrar 360 000 dólares por episodio. La cuestión fue resuelta un mes más tarde y Castellaneta ahora gana 250 000 dólares por episodio.
En España fue doblado hasta la undécima temporada por Carlos Revilla, a quien sustituyó Carlos Ysbert tras su fallecimiento. En Hispanoamérica estaba doblado por Humberto Vélez hasta la decimoquinta temporada y fue reemplazado por Víctor Manuel Espinoza desde la decimosexta temporada hasta la trigésimoprimera temporada.Desde la trigésimosegunda temporada es Humberto Vélez quien retoma al personaje hasta la actualidad, incluyendo la dirección del doblaje.

## Recepción

### Premios y reconocimientos

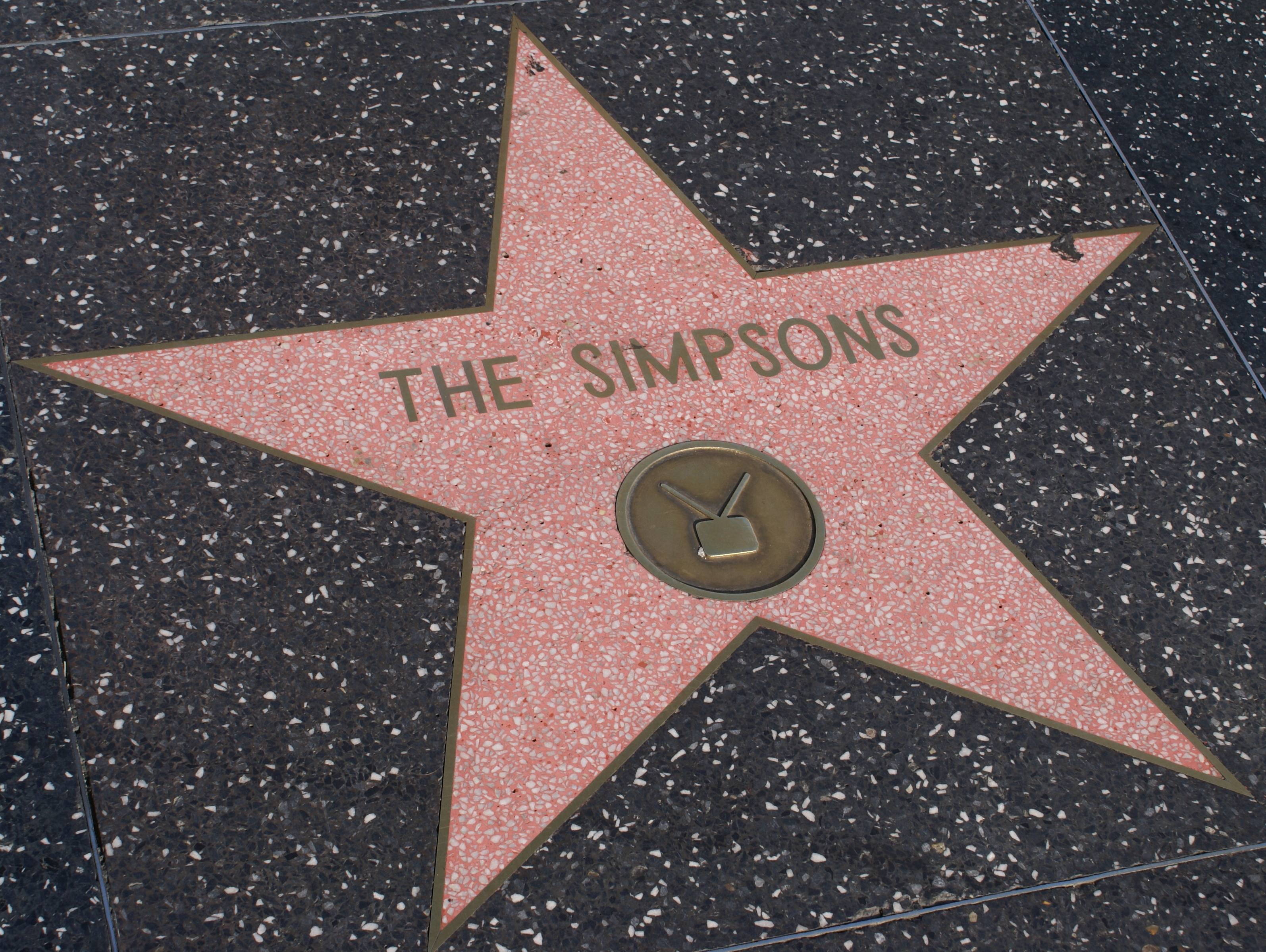
En 2000, Homer, junto al resto de la familia Simpson, fue galardonado con una estrella en el Paseo de la Fama de Hollywood.

En 2002, Homer quedó en segundo puesto entre los 50 mejores personajes de dibujos animados de todos los tiempos de TV Guide, detrás de Bugs Bunny, en quinta posición entre los 100 personajes de televisión más importantes para el canal estadounidense Bravo, siendo uno de los cuatro personajes de dibujos animados en la lista y votado por los televidentes británicos como el personaje de televisión más grande de todos los tiempos. En 2007, el Entertainment Weekly situó a Homer noveno en su lista de los 50 mayores iconos de televisión. Homer también fue el ganador en una encuesta británica que determinó quien era el «estadounidense más grande» para los espectadores y otra sobre el personaje de ficción que al público le gustaría ver como presidente de los Estados Unidos.
Dan Castellaneta ha ganado varios premios por la interpretación de la voz de Homer, incluyendo tres premios Primetime Emmy como «Mejor actuación de voz» en 1992 por «El pony de Lisa»; en 1993 por «Mr. Plow» y en 2004 por «Today I am A Clown», aunque en este caso fuera por interpretar a varios personajes y no únicamente a Homer. En 1993, Castellaneta recibió una mención especial en los premios Annie: «actuación más destacada en el campo de la animación», por interpretar la voz de Homer Simpson. En 2004, Castellaneta y Julie Kavner (la voz de Marge) ganaron un premio Young Artist por ser «la mamá y el papá más populares de la televisión». En 2005, Homer y Marge fueron nominados para un premio Teen Choice por Choice TV Parental Units. Varios episodios en los que Homer tiene un destacado papel han ganado un premio Emmy como «Programa Excepcional Animado», incluyendo «Homer vs. Lisa and the 8th Commandment» en 1991, «Lisa's Wedding» en 1995, «Homer's Phobia» en 1997, «Trash of the Titans» en 1998, «HOMR» en 2001, «Three Gays of the Condo» en 2003 y «Eternal Moonshine of the Simpson Mind» en 2008.

### Análisis
Homer Simpson es un «hombre común» y encarna varios estereotipos de la clase obrera estadounidense: es grosero, incompetente, torpe, tiene sobrepeso y roza el alcoholismo. Matt Groening le describe como «completamente dominado por sus impulsos» y Dan Castellaneta como «un perro atrapado en el cuerpo de un hombre. Es increíblemente leal, no del todo limpio, pero es encantador». En el libro Planet Simpson: How a Cartoon Masterpiece Documented an Era and Defined a Generation, su autor, Chris Turner, describe a Homer como «el más estadounidense de los Simpson» y cree que mientras que los otros miembros de la familia Simpson podrían ser cambiados a otras nacionalidades, Homer es «estadounidense puro». En el libro God in the Details: American Religion in Popular Culture, los autores comentan que «el progreso de Homer (o la falta de ello) revela un personaje que puede hacer lo correcto, aunque accidentalmente o de mala gana». El libro The Simpsons and Philosophy: The D'oh! of Homer incluye un capítulo que analiza el carácter de Homer desde la perspectiva aristotélica de virtud moral. Raja Halwani afirma que «el amor por la vida» es un admirable rasgo del carácter de Homer, «mucha gente se ve tentada por no ver en Homer nada más que bufonería e inmoralidad. [...] Él no es políticamente correcto, es más feliz juzgando a otros y ciertamente no parece estar obsesionado con su salud. Estas cualidades no podrían hacer un Homer admirable como persona, pero sí lo hacen admirable en algunos aspectos y, más importante aún, nos hace ansiar un Homer Simpson en este mundo». En 2008, Entertainment Weekly justificó la designación de Los Simpson como un clásico de televisión, al afirmar «todos aclamamos al patriarca Homer Simpson, porque su alegría es tan palpable como su imponente estupidez».
En el episodio de la octava temporada «Homer's Enemy» los guionistas decidieron analizar «cómo sería trabajar con Homer Simpson realmente». Explora las posibilidades cómicas de un personaje realista, llamado Frank Grimes, con una firme ética laboral situado junto a Homer en su entorno de trabajo. En el episodio, Homer es descrito como un hombre normal y corriente. Sin embargo, en algunas escenas se resaltan sus características negativas y su estupidez. Al final del episodio, Grimes, que es muy trabajador, perseverante y un «verdadero héroe americano», es relegado al papel de antagonista y se pretendía que el telespectador estuviera contento porque Homer saliera victorioso.
El autor Paul Arthur Cantor declaró en Gilligan Unbound que creía que la devoción de Homer por su familia ha añadido popularidad al personaje. Escribió: «Homer es pura paternidad destilada. [...] Por eso, pese a toda su estupidez, fanatismo y egocentrismo, no podemos odiar a Homer. Continuamente falla en ser un buen padre, pero nunca deja de intentarlo, y en algún sentido básico e importante lo hace un buen padre». The Sunday Times destacó «Homer es bueno porque, por encima de todo, es capaz de mostrar un gran amor. A la hora de la verdad, siempre hace lo correcto por sus hijos y nunca ha sido infiel a pesar de haber tenido varias oportunidades»
Los Simpson ha sido recomendado para su uso en la enseñanza de la sociología de hoy en día a los estudiantes universitarios.

## Influencia cultural

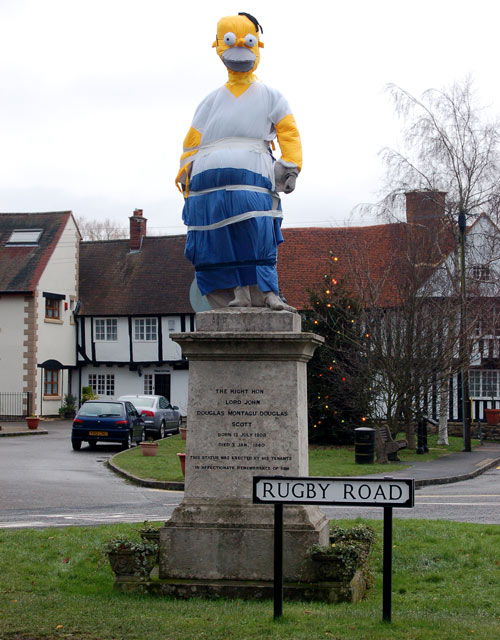
Estatua de Lord (John) Scott disfrazada como Homer Simpson, costumbre de los habitantes de Dunchurch, Inglaterra.

Homer Simpson es uno de los personajes más populares e influyentes de la televisión en muchos aspectos. USA Today catalogó al personaje como uno de los «25 personajes más influyentes de los últimos 25 años» en 2007 y añadieron que Homer «personificó la ironía y la irreverencia en el corazón del humor estadounidense». Robert Thompson, director del Center for the Study of Popular Television de la Universidad de Siracusa, cree que «dentro de tres siglos, los profesores de lengua inglesa van a percibir a Homer Simpson como una de las mayores creaciones en la narración humana». El historiador de la animación Jerry Beck describió a Homer como uno de los mejores personajes de dibujos animados y afirmó que «tú conoces a alguien como él o te identificas con él. Ésta es realmente la clave de un personaje clásico». Homer ha sido descrito por el periódico británico The Sunday Times como la mayor creación cómica de los tiempos modernos, redactando: «cada era necesita su grandeza, consolando el fracaso, su mediocridad amable, sin pretensiones. Y tenemos el nuestro en Homer Simpson».
Homer ha sido señalado como mala influencia para los jóvenes. Por ejemplo, en 2005 un estudio realizado en el Reino Unido reveló que el 59 % de los padres creían que Homer promovía un estilo de vida poco saludable. Un estudio de cinco años a más de 2000 personas de mediana edad en Francia encontró una posible relación entre el peso y la función cerebral, el llamado «síndrome de Homer Simpson». Los resultados de una prueba de memorización de palabras mostraron que la gente con un índice de masa corporal (IMC) de 20 (considerado un nivel saludable) recordaban un promedio de 9 de cada 16 palabras. Mientras la gente con un IMC de 30 (dentro del rango de obesidad) recordaban un promedio de 7 de cada 16 palabras.
Aunque Homer es la personificación de la cultura estadounidense, su influencia se ha difundido a todas partes del mundo. En 2003, Matt Groening reveló que su padre, de quien Homer lleva su nombre, era canadiense y dijo que había hecho a Homer Simpson también canadiense. Más tarde fue nombrado ciudadano honorario de Winnipeg (Canadá) porque se creía que Homer Groening era de la capital de Manitoba, aunque hay quien afirma que en realidad nació en Saskatchewan.
En 2005, Los Simpson fue adaptado para la televisión árabe. Homer fue rebautizado como Omar Shamshoon y varios rasgos de su carácter fueron cambiados: bebía zumo en lugar de cerveza, no comía cerdo, no visitaba la Taberna de Moe y comía kahk en vez de dónuts. La serie no funcionó muy bien y sólo se emitieron 34 de los 52 episodios adaptados.
En 2007, una imagen de Homer fue pintada al lado de la figura del Gigante de Cerne Abbas en Dorset (Inglaterra) como parte de la promoción para la película de Los Simpson. Esto causó la indignación de los habitantes neopaganos locales que practicaron una «lluvia mágica» para intentar conseguir que fuera arrastrado por la corriente. En 2008, se encontró una moneda falsa de dos euros española en el municipio de Avilés, con la cara de Homer Simpson reemplazando al rey Juan Carlos I.
En el episodio 299, «The Dad Who Knew Too Little», dieron la dirección de correo electrónico de Homer chunkylover53@aol.com que fue traducida como amanterechoncho@aol.com en España y amantedelacomida53@aol.com en Hispanoamérica. El productor y escritor Matt Groening registró la dirección original antes de la emisión del episodio y contestó a los mensajes de los admiradores en esa dirección durante un mes. Debido al gran número de mensajes recibidos, la dirección fue deshabilitada.
El personaje de Homer, con voz de Dan Castellaneta, ha aparecido en varios programas de televisión, entre los que se incluyen American Idol, donde realizó la apertura de un programa de la sexta temporada; The Tonight Show de Jay Leno, en el que realizó un monólogo de apertura especial el 24 de julio de 2007 como estrategia para publicitar el estreno de Los Simpson: la película el 27 de julio; o la aparición en el especial televisivo de recaudación de fondos Stand Up to Cancer de 2008 sometiéndose a una colonoscopia.
En 2010, un equipo de científicos de la Universidad Emory utilizó el nombre Homer Simpson para bautizar el gen RGS14. Después de estudiar los efectos de este gen en ratones, el equipo logró comprobar que el mismo puede ser un obstáculo para el desarrollo de la inteligencia.

### D'oh!-¡Ouh!
Homer Simpson popularizó la interjección «D'oh!», que en el guion figura como annoyed grunt (gruñido de fastidio), la cual fue traducida al español como una especie de «¡Ouh!», una forma abreviada de «¡Ouch!». Homer usa esta expresión como sustitución de una palabrota esporádica ante una situación adversa. Cuando le preguntaron por primera vez a Dan Castellaneta, la voz de Homer, por esta exclamación, afirmó que lo había ensayado como «d'ooooooh», inspirado por Jimmy Finlayson, el actor escocés que apareció en 33 películas de Laurel y Hardy. Finlayson acuñó el término como una palabrota en lugar de la expresión Damnation! («¡Maldición!»). Matt Groening sentía que se adaptaba mejor al momento de la animación si se pronunciaba de manera más rápida, por tanto, Castellaneta lo acortó a un rápido «D-Oh!» (interrumpiendo la palabra damn con una interjección de contención). La expresión fue utilizada por primera vez en el corto de Tracey Ullman The Krusty the Clown Show, emitido en 1989, y su primer uso en la serie fue en «Simpsons Roasting on an Open Fire».
Esta expresión se ha hecho tan famosa en el mundo anglosajón que ha sido incluida sin el apóstrofo en la versión de 2001 del Oxford English Dictionary y fue incluida por primera vez en The New Oxford Dictionary of English en 1998. Aparece definido como interjección «usada para comentar una acción percibida como tonta o estúpida». En 2006, «D'oh!» fue colocado por TV Land en la sexta posición de los 100 mejores latiguillos de televisión. «D'oh!» también ha sido incluido en The Oxford Dictionary of Quotations. El libro incluye otras citas célebres de Homer, incluyendo «Chicos, lo habéis intentado con todas vuestras fuerzas y habéis fracasado. La lección es: nunca lo intentéis», en el episodio «El heredero de Burns» así como «los niños son lo mejor, Apu, puedes enseñarles a odiar todo lo que tú odias. Y prácticamente se crían solos con Internet y todo eso», del episodio «Eight Misbehavin'». Ambas frases fueron incluidas en el diccionario en agosto de 2007.
La expresión D'oh es una marca registrada de la 20th Century Fox. Algunos episodios destacan por las variaciones de la expresión como en «Bart of Darkness», cuando Homer dice «D'oheth» o en la película de Los Simpson, cuando Homer grita «d'oooome!».
Homer tiene otra expresión famosa que pronuncia cuando algo le despierta el apetito y tiene un sonido entre gutural y nasalizado, a menudo sacando la lengua y transcrito como «mmm...», repitiendo de manera lasciva el nombre de lo que le ha abierto el apetito.

## Productos

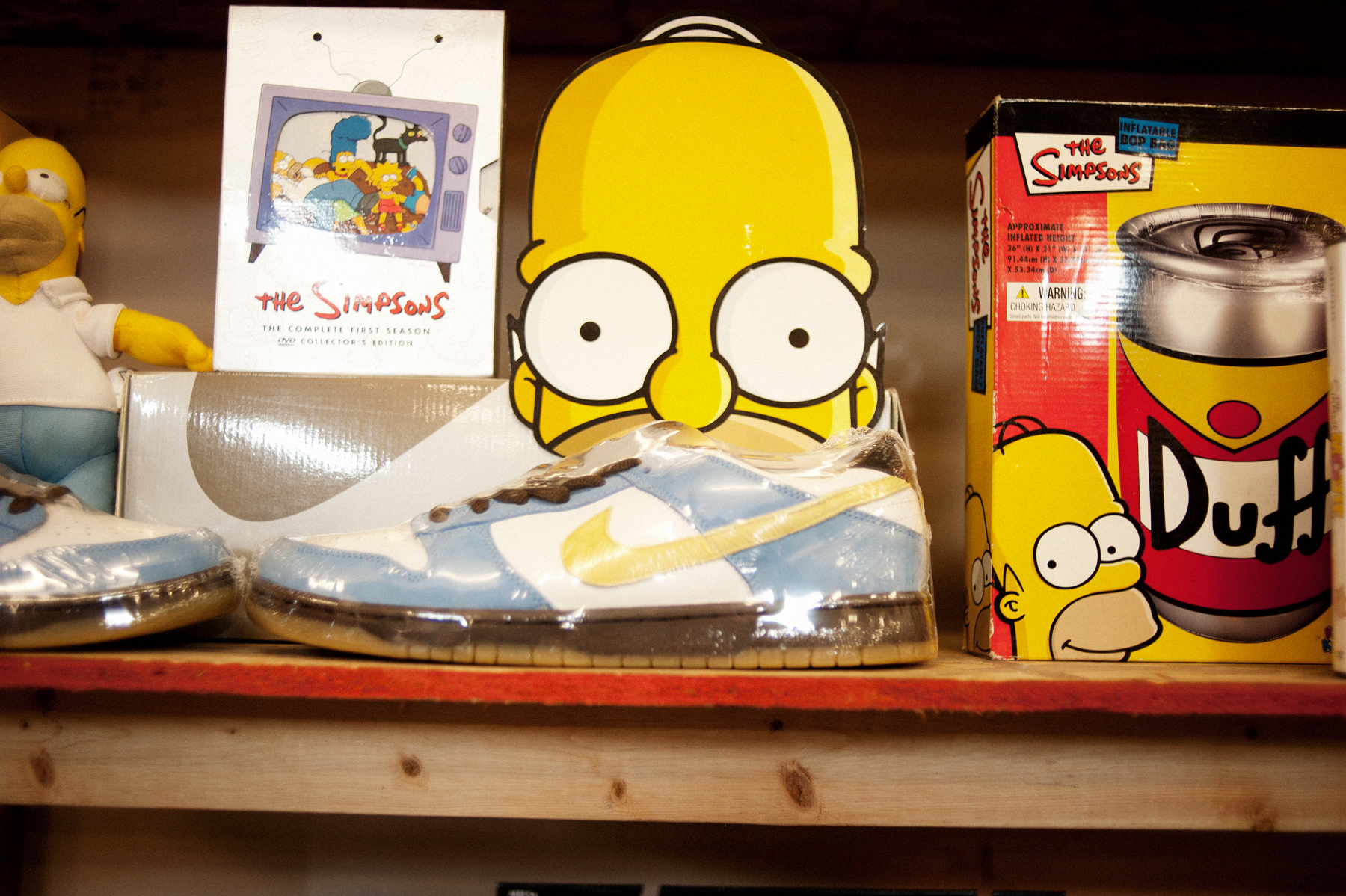
Merchadising de Homer Simpson.

La inclusión de Homer Simpson en muchas publicaciones, juguetes y otras mercancías es prueba de su popularidad duradera. Ha tenido un papel central en los Simpsons Comics. Se ha publicado un libro sobre la personalidad y atributos de Homer. También se han creado otros productos promocionales como muñecos, pósteres, estatuillas, tazas, despertadores y prendas de vestir como zapatillas, camisetas, gorras de béisbol y pantalones cortos. En 2004, Homer fue una estrella en un comercial de MasterCard Priceless que salió durante la XXXVIII Super Bowl.
En el mes de septiembre de 2008, la empresa Bimbo comenzó a distribuir la famosa rosquilla de Homer en España. El primer lugar donde se pudo comprar fue en todos los hipermercados Carrefour.